# Stinjaki
Stinjaki (njemački: Stinatz) je grad u Gradišću, u Austriji.
Prema posljednjem[kojem?] popisu, 62 % stanovništva čine gradišćanski Hrvati.

## Šport
- ASKÖ Stinjaki

## Poznate osobe
- Valentin Živković, rimokatolički svećenik, teolog, etičar, filozof[1]